# Ƣ

Ƣ, ƣ은 튀르크어파에서 사용됐던 라틴 문자로 영문으로 gha로 부르며 q(Q)를 쓰는 방식에서 분화되었다. 그러나 g와 비슷하며 알파벳으로 나열할 때는 g와 h 사이에 위치한다. 소리는 /ɣ, ʁ/이며 ğ, q, g, gh, Ғ 글자로 대신 나타내기도 한다.